# Santiago Rodríguez
Santiago Rodríguez  är en provins i sydvästra Dominikanska republiken. Den totala folkmängden är cirka 65 000 invånare och den administrativa huvudorten är San Ignacio de Sabaneta.

## Administrativ indelning
Provinsen är indelad i tre kommuner:
- Monción
- San Ignacio de Sabaneta
- Villa los Almácigos